# Rivière Curuá Una
La rivière Curuá Una est une rivière de l'État du Pará dans le nord du Brésil. Elle est un affluent du fleuve Amazone. 
La rivière traverse l'écorégion des forêts humides de Tapajós-Xingu (en). Une partie du bassin hydrographique se trouve dans la forêt nationale de Tapajós, créée en 1974. La rivière Moju dos Campos, un affluent du Curuá-Una, prend sa source dans la forêt nationale. 